# Michele Frangilli
Michele Frangilli (né le 1er mai 1976 à Gallarate) est un archer italien.

## Palmarès
- Jeux olympiques
  -  Médaille d'or par équipe aux Jeux olympiques d'été de 2012 à Londres[1].
  -  Médaille d'argent par équipe aux Jeux olympiques d'été de 2000 à Sydney.
  -  Médaille de bronze par équipe aux Jeux olympiques d'été de 1996 à Atlanta.
  - Détenteur du record olympique sur 72 flèches : 684 points aux Jeux olympiques d'été de 1996 à Atlanta.
- Championnats du monde
  -  Médaille d'or par équipe en 1999 à Riom.
  -  Médaille d'or en individuel en 2003 à New York.
  -  Médaille d'argent par équipe en 1995 à Djakarta.
  -  Médaille d'argent par équipe en 2001 à Beijing.
  -  Médaille de bronze en individuel en 2003 à New York.
- Championnats d'Europe
  -  Médaille d'or par équipe en 1996 à Boe.
  -  Médaille d'or en individuel en 2002 à Oulu.
  -  Médaille d'argent par équipe en 1996 à Kranjska Gora.
  -  Médaille de bronze par équipe en 2002 à Oulu.
  -  Médaille de bronze par équipe en 2006 à Athènes.
  -  Médaille d'argent en individuel en 2010 à Rovereto.
  -  Médaille d'argent par équipe en 2010 à Rovereto.
  -  Médaille d'argent par équipe en 2012 à Amsterdam.